# Rebecca Loos
Pour les articles homonymes, voir Loos.
Rebecca Loos (née le 19 juin 1977) est une ancienne mannequin et personnalité médiatique néerlandaise. Elle se fait connaître du grand public après avoir affirmé avoir eu une liaison avec le footballeur marié David Beckham, alors qu'elle était son assistante personnelle. Ces allégations permettent à Loos d'apparaître dans plusieurs émissions de téléréalité, en couverture de magazines et dans d'autres médias pendant quelques années.

## Jeunesse et éducation
Loos est née à Madrid, en Espagne, mais possède la nationalité néerlandaise. Son père, Leonard Loos Bartholdi, est un diplomate néerlandais, et sa mère, Elizabeth Loos, est originaire du Surrey, en Angleterre. Elle fait ses études dans l'établissement privé Runnymede College à Madrid. Loos est la cousine germaine de Piers Morgan, qui est rédacteur en chef du quotidien Daily Mirror lorsqu'elle attire initialement l'attention des médias.

## Carrière
Rebecca Loos devient l'assistante personnelle de l'ancien capitaine de l'équipe nationale anglaise de football, David Beckham, lorsqu'il est transféré au Real Madrid en juillet 2003. Elle est licenciée quelques mois plus tard, et accorde ensuite une interview au tabloïd britannique News of the World en avril 2004. A cette occasion, elle indique avoir eu une liaison de quatre mois avec Beckham alors qu'il était marié à sa femme Victoria. Ces allégations n'ont jamais été corroborées et ont été rejetées par Beckham comme « ridicules », bien qu'il n'ait pas contesté l'histoire en justice,,.
Peu après la publication dans les journaux de sa prétendue liaison avec Beckham, Loos entame une carrière médiatique.
En 2004, elle anime brièvement l'émission de télévision néerlandaise Shownieuws.
En octobre 2004, Loos fait une apparition dans l'émission de téléréalité controversée The Farm sur Channel 5. La RSPCA accuse les producteurs de céder à une « fascination morbide et sordide pour les animaux de la ferme », tandis que les organisations PETA et Mediawatch-UK exigent que l'émission soit retirée des ondes[réf. nécessaire].
En 2005, Loos participe à l'émission de téléréalité Celebrity Love Island sur ITV. La même année, elle participe à une cérémonie de mariage orchestrée avec le mannequin américain Jenny Shimizu pour l'émission Power Lesbian UK  afin de protester contre la législation américaine sur le mariage homosexuel. L'émission est diffusée aux États-Unis sous le titre Power Lesbians, sur la chaîne Logo TV. Elles entretiennent ensuite une relation pendant un certain temps. Loos déclare être bisexuelle et l'être depuis son adolescence.
Loos joue pour l'équipe féminine d'Angleterre de football lors d'un événement caritatif organisé par Sky en 2006. En avril de la même année, elle court également le marathon de Londres et récolte plus de 7 000 £ de parrainage pour la Croix-Rouge britannique. Plus tard, en mai, Loos apparait dans l'émission The X Factor: Battle of the Stars aux côtés de James Hewitt, où elle reçoit un accueil défavorable de la juge Sharon Osbourne.
Loos participe à l'émission Supervivientes 2007, où elle termine troisième. En novembre de la même année, elle apparaît dans l'émission Cirque de Celebrité sur Sky TV, où elle est l'une des deux nouvelles candidates introduites à mi-parcours de l'émission.
En 2008, Loos est l'invitée du Podge and Rodge Show . En septembre, elle joue dans un long métrage néerlandais intitulé Mijn vader is een Detective (Mon père est un détective). En octobre, elle participe à la version néerlandaise de 71 degrés Nord ( 71 Graden Noord ).
Loos figure sur les couvertures de Playboy, FHM, Nuts, Zoo Weekly et d'autres magazines pour hommes et garçons.
En juillet 2025, Loos est nommée dans la programmation de Celebrity SAS: Who Dares Wins.

## Vie privée
Loos rencontre son mari, le médecin norvégien Sven Christjar Skaiaa, lors du tournage de 71 Graden Noord . Enceinte, elle déménage en Norvège en 2009 et ne fait que quelques apparitions médiatiques depuis. Loos déclare sur son site officiel être désormais mère de deux fils et travailler comme professeure de yoga et massothérapeute.

## Apparitions médiatiques-
- 2004 – Hôtesse dans l'émission de télévision néerlandaise Shownieuws.
- Octobre 2004 – Participant à la Ferme.
- 2004 – Extreme Celebrity Detox pour Channel 4.
- Février-avril 2005 (à l'écran) – Dream Team, une série télévisée de Sky consacrée au football. Rôle récurrent de Naomi Wyatt, psychologue du sport.
- Été 2005 – Participant à l'émission de téléréalité Celebrity Love Island sur ITV.
- Automne 2005 – Animatrice du documentaire télévisé Power Lesbian UK pour Logo TV.
- Janvier 2006 – Mannequin célèbre dans l'édition néerlandaise du magazine Playboy.
- Avril 2006 – Participant à la version belgo-néerlandaise de l'émission de téléréalité Temptation Island.
- Avril 2006 – Membre de l'équipe d'Angleterre lors du tournoi de la Coupe du monde de football des célébrités de Sky 1 (perdant 2-1 contre le Brésil en finale).
- Mai 2006 – Participant à l' émission The X Factor : Battle of the Stars, chantant avec James Hewitt
- Février 2007 – Apparition dans l'émission de télé-réalité néo-zélandaise Treasure Island : Pirates du Pacifique.
- Mai 2007 – Candidate à Supervivientes, où elle est arrivée troisième.
- Novembre 2007 – Participant à l' émission Cirque de Célébrité sur Sky TV, Loos a été éliminé par le public après seulement une semaine.
- 8-9 décembre 2008 – Animateur invité de l' émission télévisée The Podge and Rodge Show.